# Biram Faye
Biram Faye (Dakar, 10 marzo 2000) è un cestista senegalese.

## Carriera
Nel 2019 ha partecipato al Mondiale Under-19, disputato in Grecia.